# Ruud Houweling
Ruud Houweling (Alphen aan den Rijn, 29 juli 1968) is een Nederlandse singer-songwriter, componist, tekstschrijver, producer, zanger en gitarist.

## Biografie
Houweling studeerde visuele communicatie aan de Willem de Kooning Academie te Rotterdam. Met zijn band Cloudmachine (2003-2014) bracht hij vier albums uit met alternatieve Engelstalige pop. Back On Land (2009) werd deels in Californië opgenomen met de Amerikaanse geluidstechnicus Oz Fritz die ook werkte met o.a. Tom Waits, Bill Laswell en Primus. Voor de door hem geschreven song Safe Haven van het album werd door Harrie Geelen een animatievideo gemaakt die later in de collectie van het Eye Film Instituut werd opgenomen. Het album A Gentle Sting (2013) werd geproduceerd door de Brit Tristan Longworth. Het won de publieksprijs van de Amerikaanse 13th Independent Music Awards  (2014), in de categorie Best Indie/Alternative Rock album.
Houweling schreef liedjes voor onder andere Kinderen voor Kinderen (2003) en voor de Sprookjes Luisterboeken 1 t/m 6 van de Efteling (2004-2006), waarop hij ook zingt. Voor Anne Geelen maakte hij in 2005 de muziek voor de 30-delige Villa Achterwerk-serie Coupe Troep en de Cinekid-film Iedereen communiceert maar begrijpen we elkaar ook? die vertoond werd op het IDFA in 2006. Met Michiel van Zundert schreef hij de song My Little Phoenix die in 2007 werd opgenomen door de Finse Tarja Turunen voor haar album My Winter Storm. Het album haalde de status van dubbelplatina in Rusland, platina in Finland en goud in Duitsland en Tsjechië, en werd meer dan een half miljoen maal verkocht.
In 2009 maakte hij de muziek bij de 4-delige documentaire televisieserie The New York Connection van regisseur Roel van Dalen over het 400-jarig bestaan van New York (AVRO / IDTV-DOCS). In 2011 schreef hij met Ricky Koole het liedje Ik Ben Stil voor haar album Wind Om Het Huis. In 2012 componeerde en produceerde hij de muziek voor de 13-delige NTR-documentaireserie De Gouden Eeuw die werd uitgezonden tussen december 2012 en maart 2013. Ook maakte hij muziek voor de 41-delige lezingenserie NTR Academie uitgezonden op NPO2 tussen juni 2013 en april 2014. Voor Ricky Koole schreef hij de song Dead Again en met haar Don't Wait Up For Me voor haar album No Use Crying dat in januari 2014 uitkwam.
In december 2014 heft Houweling Cloudmachine op en gaat, onder eigen naam, solo verder. In februari 2017 verschijnt een eerste album getiteld Erasing Mountains, met Europees getinte, rijk gearrangeerde indiefolk. De techniek was in handen van de eerder genoemde Amerikaan Oz Fritz. Verder werkte hij hier samen met onder andere contrabassist Egon Kracht en Bertolf. In 2017 maakt Houweling in opdracht van de stad Haarlem en de Haarlemse Kerken een compositie ter gelegenheid van de viering van 500 jaar Reformatie, die hij met 12 muzikanten uitvoerde in de Grote of Sint-Bavokerk op 29 oktober van dat jaar, waarbij ook het Müllerorgel bespeeld werd door stadsorganist Anton Pauw.
In 2019 komt de EP The Wind Just Blew A Day Away uit met nieuwe interpretaties van songs uit de Cloudmachine periode. In april 2020 werd deze genomineerd voor de 18th Independent Music Awards (USA) in de categorie Eclectic EP. In januari en februari 2020 wordt de 7-delige serie De Strijd Om Het Binnenhof (NTR) uitgezonden op NPO2, waarvoor hij de muziek componeerde. September 2023 verscheen het album Accidental Pictures, dat Houweling zelf produceerde met eerdergenoemde Oz Fritz achter de mengtafel. Ze mixten de plaat in de studio van Tucker Martine in Portland, Oregon. 
In januari 2025 brengt Houweling de song Below Freezing at 14th Street-Union Square Station uit, na onder de indruk te zijn geraakt van de grote toename van dakloosheid in de Verenigde Staten. Een gastrol op de single is er voor de New Yorkse avant-garde multi- instrumentalist Shahzad Ismaily.

## Discografie
Ruud Houweling
- 2017: Erasing mountains (album)
- 2019: The wind just blew a day away (EP)
- 2023: Accidental Pictures (album)
- 2025: Below Freezing at 14th Street-Union Square Station (single)

Onder de naam Cloudmachine
- 2003: Sweater for the cold world (album)
- 2006: Hum of life (album)
- 2009: Back on land (album)
- 2013: A gentle sting (album)

Soundtracks
- 2009: The New York Connection (soundtrack)
- 2013: De Gouden Eeuw (soundtrack)
- 2020: De Strijd Om Het Binnenhof (soundtrack)